# Cardaillac
Cardaillac (okzitanisch Cardalhac) ist eine französische Gemeinde mit 621 Einwohnern (Stand 1. Januar 2022) im Département Lot in der Region Okzitanien (zuvor Midi-Pyrénées). Cardaillac ist als eines der schönsten Dörfer Frankreichs eingestuft.

## Geographie
Cardaillac liegt in einer Höhe von ca. 360 Metern ü. d. M. am südwestlichen Rand des Zentralmassivs etwa auf der Grenze zwischen der fruchtbaren Region der Limargue und den sich davon stark unterscheidenden Kalkböden der Ségala. Der Ort befindet sich an einer Nebenstrecke des Jakobswegs (Via Podiensis) etwa auf halbem Weg zwischen Rocamadour bzw. Gramat und Figeac; die Stadt Cahors liegt etwa 73 Kilometer südwestlich. An der westlichen Gemeindegrenze verläuft der Fluss Drauzou, ein Nebenfluss des Célé.

## Bevölkerungsentwicklung
| Jahr      | 1962 | 1968 | 1975 | 1982 | 1990 | 1999 | 2006 | 2018 |
| Einwohner | 456  | 372  | 407  | 434  | 475  | 498  | 549  | 610  |

Im 19. Jahrhundert hatte der Ort stets zwischen 1000 und 1300 Einwohner. Infolge der Reblauskrise im Weinbau und der Mechanisierung der Landwirtschaft ging die Einwohnerzahl in der ersten Hälfte des 20. Jahrhunderts bis auf die Tiefststände in den 1960er und 1970er Jahren zurück.

## Wirtschaft
Im Haut-Quercy wurde die Landwirtschaft in erster Linie zur Selbstversorgung betrieben, zu der bis ins 19. Jahrhundert hinein auch der Weinbau gehörte, der aber nach der Reblauskrise nahezu gänzlich aufgegeben wurde. Heute spielt – neben Kleinhandel und Handwerk – der Tourismus in Form der Vermietung von Ferienwohnungen (gîtes) eine große Rolle im Wirtschaftsleben der Gemeinde.

## Geschichte
Im 8. Jahrhundert übergab Pippin der Kurze – zum Dank für geleistete Dienste gegen Waifar, den nach Unabhängigkeit strebenden Herzog von Aquitanien – Territorien im nördlichen Quercy an seinen treuen Mitstreiter Bertrand, der daraufhin den Namen Cardaillac annahm. Um die Mitte des 11. Jahrhunderts taucht der Familien- bzw. Ortsname wieder in Urkunden auf und gehörte von da an zu einer der bedeutendsten und weitverzweigtesten Familien des Quercy. Im Jahr 1188, also im Vorfeld des Hundertjährigen Krieges (1337–1453), eroberte Richard Löwenherz den Ort. In den Auseinandersetzungen des 16. Jahrhunderts zwischen Katholiken und Protestanten ging die Glaubensspaltung quer durch die Familie Cardaillac; der örtliche Grundherr (seigneur) selbst stellte sich auf die Seite der Protestanten.

## Sehenswürdigkeiten

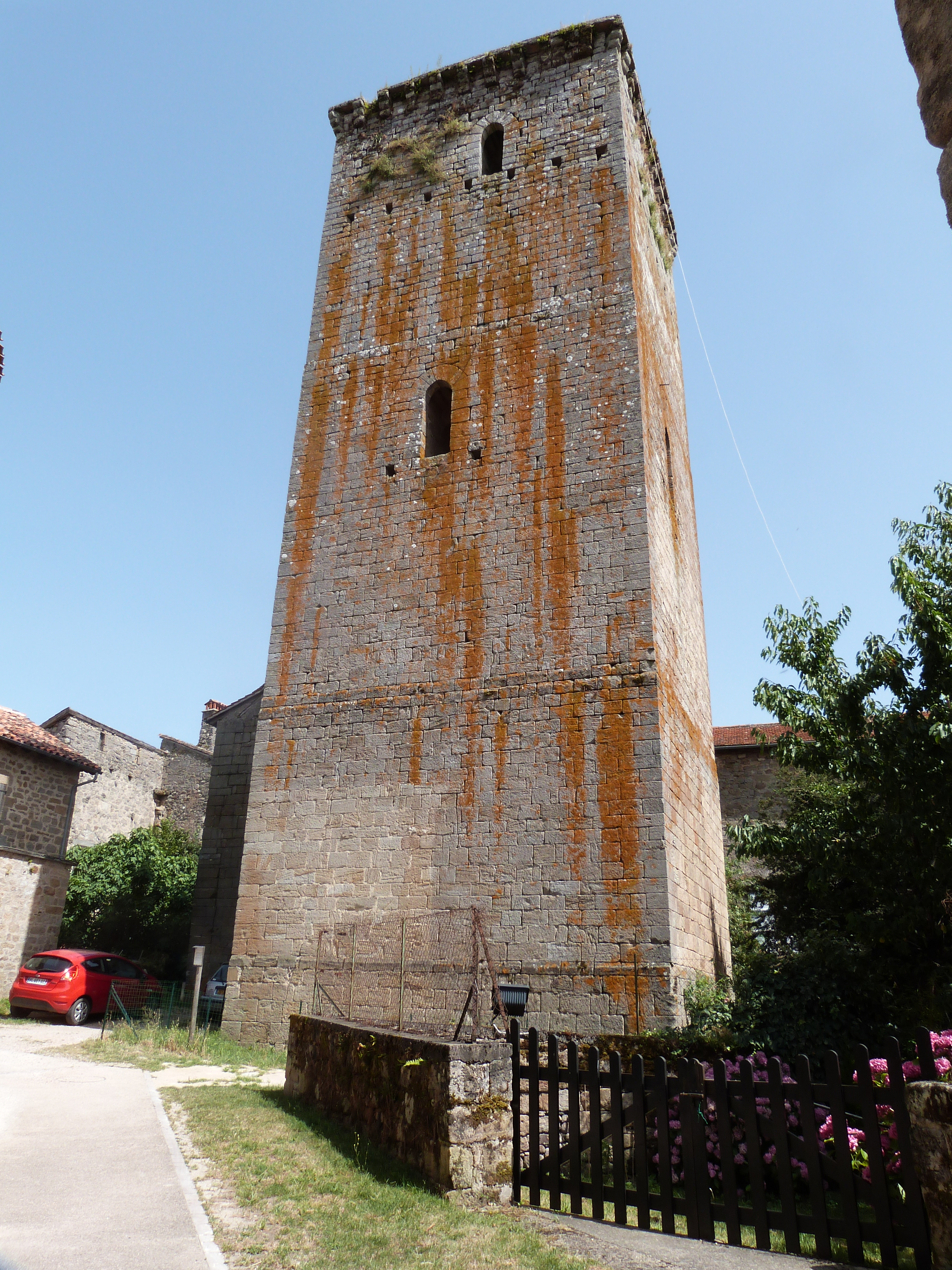
Tour de l’Horloge

- Der im Grundriss quadratische Uhrenturm (Tour de l’Horloge) ist ein Teil der ehemaligen Stadtbefestigung des 13. Jahrhunderts. Der Eingang des Turmes befindet sich in etwa 3,25 Höhe und war nur über eine Leiter zugänglich. Über eine schmale und deshalb gut zu verteidigende Wendeltreppe innerhalb der dicken Außenmauern konnte man die oberen Stockwerke des Turmes erreichen, die als Rückzugsunterkünfte dienten. Etwa auf halber Höhe befand sich eine Außenlatrine. In späterer Zeit wurde oben eine Warnglocke installiert, die auch als Stundenglocke diente. Das etwa 25 Meter hohe Bauwerk wurde im Jahre 1991 als Monument historique eingestuft.[2]
- Ein weiterer Turm der ehemaligen Befestigung ist der Tour de Sagnes. Das etwa 25 Meter hohe Bauwerk kann bestiegen werden; es wurde im Jahre 1957 als Monument historique eingestuft.[3]
- Die Pfarrkirche (Église Saint-Julien) stammt aus dem 17. Jahrhundert; die neoromanische Westfassade wurde im 19. Jahrhundert hinzugefügt. Das gedrungen wirkende Innere der Kirche ist einschiffig und von Rippengewölben überspannt.
- Ein 21 Meter tiefer Brunnen (Puit Manganel) aus dem 17. Jahrhundert steht auf dem zentralen Platz des Ortes.
- Ein Regionalmuseum (Museum Eclaté) beherbergt diverse Ausstellungsstücke zum Leben der Menschen im 18. und 19. Jahrhundert.

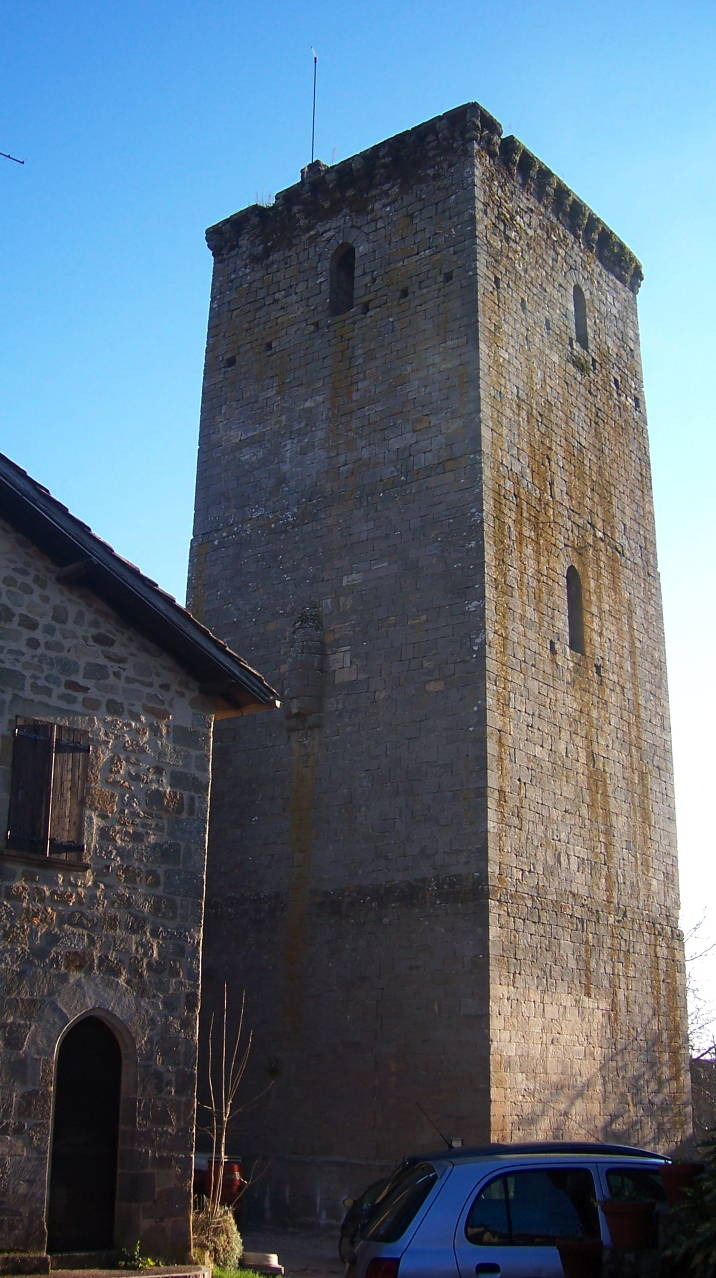
Tour de Sagnes
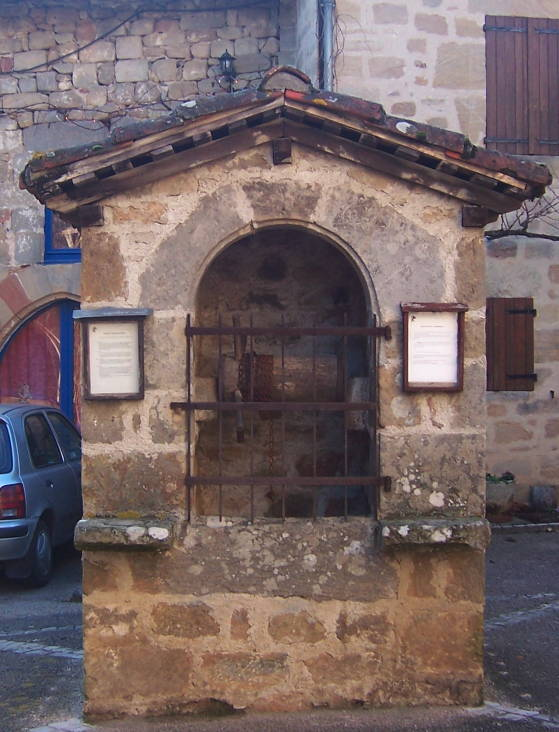
Manganel-Brunnen
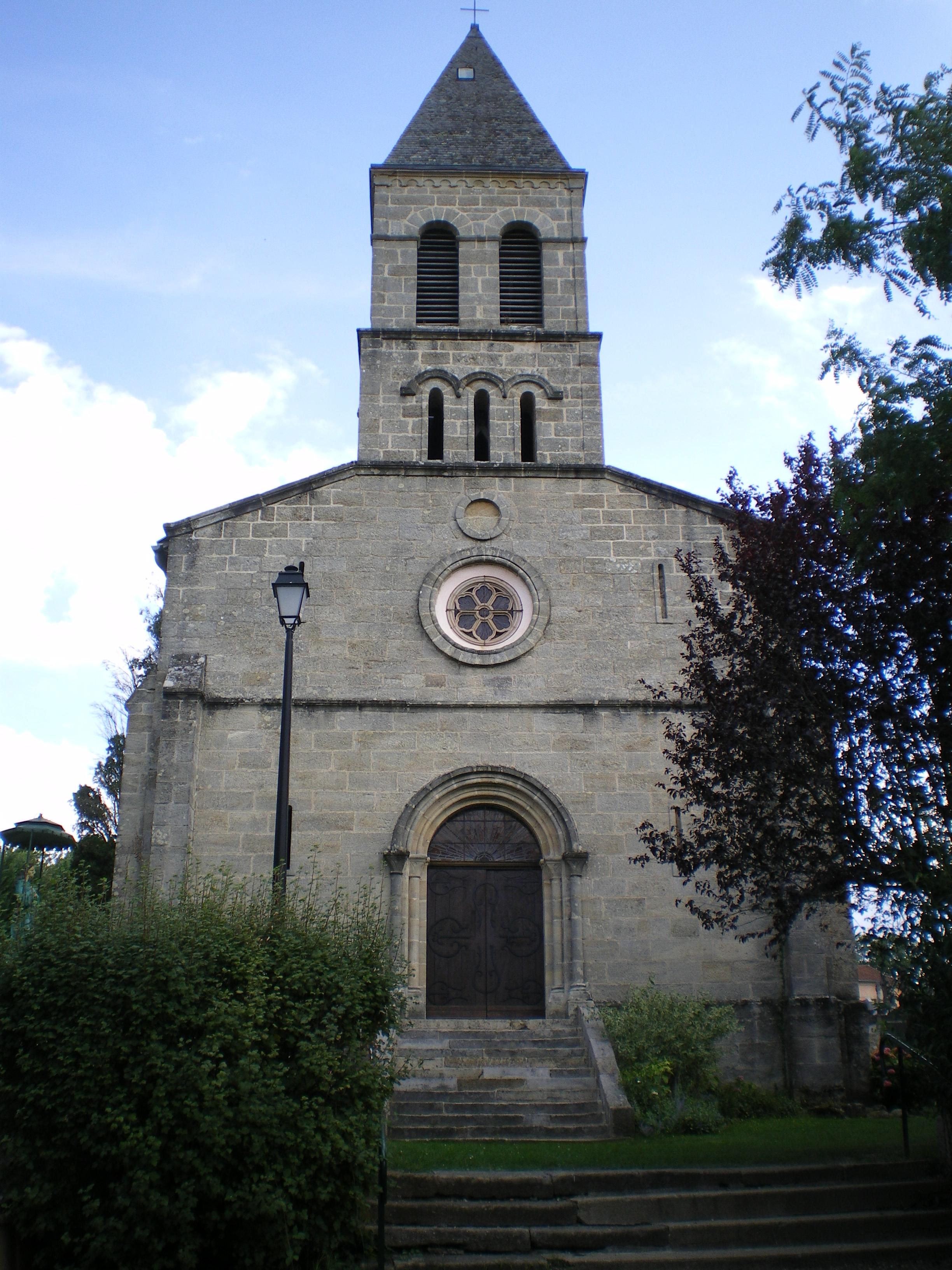
Kirche Saint-Julien